# Buzet-sur-Baïse
Buzet-sur-Baïse – miejscowość i gmina we Francji, w regionie Nowa Akwitania, w departamencie Lot i Garonna.
Według danych na rok 1990 gminę zamieszkiwały 1353 osoby, a gęstość zaludnienia wynosiła 64 osób/km² (wśród 2290 gmin Akwitanii Buzet-sur-Baïse plasuje się na 312. miejscu pod względem liczby ludności, natomiast pod względem powierzchni na miejscu 488).